# Urayama-Talsperre
Die Urayama-Talsperre (jap. 浦山ダム, Urayama damu) ist eine große Talsperre in Japan. Sie steht am Fluss Urayama, einem Nebenfluss des Arakawa in der Präfektur Saitama auf der Hauptinsel Honshū.
Das Absperrbauwerk ist eine 156 Meter hohe Gewichtsstaumauer aus Walzbeton, die 1998 fertiggestellt wurde. Der Stausee fasst 58 Millionen Kubikmeter Wasser. Der Hauptzweck ist der Hochwasserschutz am Arakawa und die Trinkwasserversorgung von Tokio und anderen Städten. Daneben gibt es auch eine Freizeitnutzung. Außerdem wird in einer kleinen Wasserkraftanlage elektrischer Strom gewonnen.